# فابريس غارين
فابريس غارين (بالفرنسية: Fabrice Garin)‏ هو لاعب كرة قدم فرنسي في مركز الوسط، ولد في 17 ديسمبر 1975 في بلدية كيمبرلي في فرنسا. لعب مع ستاد رين ونادي بريست ونادي شاتورو ونادي فان ونادي لوهان كويسو ونادي مولان.

## وصلات خارجية
- فابريس غارين على موقع قاعدة بيانات كرة القدم.إي يو (الإنجليزية)